# Kremastí
Kremastí är en ort i Grekland.   Den ligger i prefekturen Nomós Dodekanísou och regionen Sydegeiska öarna, i den sydöstra delen av landet, 400 km öster om huvudstaden Aten. Kremastí ligger 13 meter över havet och antalet invånare är 4 700.
Terrängen runt Kremastí är platt österut, men åt sydväst är den kuperad. Havet är nära Kremastí åt nordväst. Runt Kremastí är det ganska tätbefolkat, med 104 invånare per kvadratkilometer. Närmaste större samhälle är Rhodos, 9,8 km öster om Kremastí. == Kommentarer ==
1. ↑  Framräknat ur höjduppgifter (DEM 3") från Viewfinder Panoramas.[2] Mer om algoritmen finns här: Användare:Lsjbot/Algoritmer.
2. ↑  Framräknat ur variansen i alla höjduppgifter (DEM 3") från Viewfinder Panoramas, inom 10 km radie.[2] Mer om algoritmen finns här: Användare:Lsjbot/Algoritmer.